# Le Genre humain
Pour les articles homonymes, voir Genre humain.
C'est avec Léon Poliakov, Albert Jacquard, Colette Guillaumin, Nadine Fresco et Alain Schnapp que Maurice Olender a fondé la revue interdisciplinaire Le Genre humain en 1981 aux Éditions Fayard (aux Éditions du Seuil depuis 1987).

## Présentation
Cette publication, qui a depuis sa création son siège à l’École des hautes études en sciences sociales, a toujours été thématique. De La Science face au racisme (1981) jusqu’aux volumes consacrés à Jean-Pierre Vernant (no 53, 2013) et à Alain Fleischer (no 54, 2013), la série Le Genre humain s’est efforcée de penser les liens qui, à chaque époque, se développent entre sciences, tensions sociales et politiques.

## Organisation interne
- Comité : Marc Augé, Jean Bernard (1907-2006), François Jacob (1920-2013), Jacques Le Goff (1924-2014), Léon Poliakov (1910–1997),  Jean-Pierre Vernant (1914-2007)
- Rédaction : Lydia Flem, Nadine Fresco, Yves Hersant, Albert Jacquard (1925-2013), Jean-Marc Lévy-Leblond, Alain Schnapp, Emmanuel Terray
- Direction : Maurice Olender

## Autres éléments bibliographiques sur cette revue
- Le masculin, in Revue « Le genre humain » , no. 10, 1984 [compte-rendu, Les Cahiers du GRIF, 1984
- Gros Dominique (dir.), "Le droit antisémite de Vichy", Le genre humain [compte-rendu, Vingtième Siècle. Revue d'histoire, 1997
- Le genre humain, n° 42, 2004, Michael Werner et Bénédicte Zimmermann (éd.), « De la comparaison à l’histoire croisée », Genèses, 2007
- Le Genre Humain, Origines du langage. Une encyclopédie poétique, numéro dirigé par Olivier Pot, 2007, 45/ 46 [compte-rendu, Histoire Épistémologie Langage, 2007
- Dominique Gros et Olivier Camy (dir.) «Le droit de résistance à l’oppression » Le Genre humain, 44, 2005, 288 p., Annales, 2008